# Classic Artists - The Moody Blues
Classic Artists - The Moody Blues, sottotitolo Their Full Story in a 3 Disc Deluxe Set,  è un boxset contenente in 2 DVD il documentario che ripercorre la storia del gruppo rock inglese The Moody Blues, dagli esordi nei primi anni sessanta, sino agli anni duemila, interviste e musica. Completa il cofanetto un CD che contiene brani rari e versioni demo degli esordi della band.

## Formazione
- Justin Hayward: Chitarra/Voce
- John Lodge: Basso/Voce
- Graeme Edge: Batteria
- Ray Thomas: Flauto/Voce
- Michael Pinder: Tastiera/Voce
- Denny Laine: Chitarra/Armonica/Voce
- Clint Warwick: Basso/Voce
- Patrick Moraz: Tastiera
- Norda Mullen: Flauto/Chitarra/Percussione/Voce
- Gordon Marshall: Batteria/Flauto/Tastiera
- Paul Bliss: Tastiera/Chitarra
- Bernie Barlow: Tastiera/Voce/Percussione
- Bias Boshell: Tastiera

## Tracce

### DVD 1
1. "The story of The Moody Blues"
2. "Esclusive new interviews" with Justin Hayward, John Lodge, Graeme Edge, Mike Pinder, Denny Laine, Eric Burdon, Ian Anderson and many others
3. "Music, rare and unseen photographs, previously unreleased archive footage and rare and unseen promos"

### DVD 2
1. "Five full length Moody Blues music promos"
2. "Extended interviews of special importance"
3. "Extensive photograph and memorabilia gallery spanning five decades"

### CD
1. "It's Cold Outside" - Saints and Sinners
2. "I'll Show My Love Is True" - Saints and Sinners
3. "Down the Line" - El Riot and the Rebels
4. "Dr. Feelgood" - Gerry Levene and the Avengers
5. "Blues Stay Away from Me" - The Carpetbaggers
6. "Forever and a Day" - Denny Laine and the Diplomats
7. "You Better Move On" - The Moody Blues
8. "Lose Your Money (Demo Version)" - The Moody Blues
9. "London Is Behind Me" - Justin Hayward